# 科拉莉·郑氏
科拉莉·郑氏（法語： [kɔʁali tʁin ti]；越南名“郑氏”出自越南语“Trịnh Thị” [ʈɨn˨˩˨ tʰɪj˧˧]；1976年4月11日—），法国作家，前色情女星，知名于其与维吉妮·德庞特一起创作的电影《肏我》。她在1996年赢得了Hot d'Or欧洲最佳女主角奖，在2009年获得了Hot d'Or荣誉奖。
她参演了20世纪90年代末由加斯帕·诺指导的一部为法国电视台制作的安全性爱宣传片《鸡奸者》（Sodomites）。 